# Josie Pessoa
Josie de Silva Pessôa (Niterói, Río de Janeiro, 23 de abril de 1988) es una actriz y periodista brasileña

## Biografía
Josie Pessôa comenzó a interesarse por la carrera de actriz desde suyos 6 años de edad, cuando comenzó a hacer teatro! 
Josie es formada en Periodismo por la Universidad Federal Fluminense. 
Y también tiene una tienda de ropas con su la madre Nini, la Need Store. 
Su primer trabajo en la televisión fue como Silvinha en Malhação e hizo otras novelas y participaciones en la Rede Globo.
Es amiga del también actor Daniel Rocha, con quien hizo pareja romántica en la novela Imperio y realizó la obra Enemigas de infancia.
Es hija de Nini y Jales y hermana de Juliano y Jales.
Actuó también en Fina estampa y Flor del Caribe. En 2014 ganó gran reconocimiento nacional, al interpretar Du en la telenovela Imperio, lo que le rindió el premio de Actriz Revelación en los Mejores del Año 2014, en el programa Domingão del Faustão. En la trama ella hizo par romántico con Daniel Roca, pareja que hizo un enorme éxito, por la química de la pareja. 
En Imperio, Josie interpretó Du e hizo par romántico con Lucas, interpretado por el actor Daniel Roca, que en el inicio de la trama eran mejores amigos, pero al largo del tiempo se casan y se hacen padres de gemelos. Aún en Imperio la pareja se hizo el nuevo Emperador y la nueva Imperatriz. Ellos son amigos también en la vida real y mueven mucho las redes sociales con la pareja Lucadu / Joniel, que llama mucha atención por la química de Daniel y Josie/ Lucas y Du. Los dos nuevamente hacen un par romántico, solo que en el teatro, con la pieza, Enemigas de infancia (desde 87), donde interpretan Victoria y Marcos (y todos los otros personajes masculinos).

## Filmografía

### Televisión
| Año  | Título               | Personaje                        |
| ---- | -------------------- | -------------------------------- |
| 2006 | Malhação             | Silvinha                         |
| 2007 | Zorra Total          | Guta (Cuadro: "Tá en la edad")   |
| 2009 | Malhação             | Cris                             |
| 2010 | Araguaia             | Antoninha Rangel (joven)         |
| 2011 | Fina Estampa         | Ellen                            |
| 2013 | Flor de Caribe       | Katia                            |
| 2013 | Además del Horizonte | Rose                             |
| 2014 | Atormentados!        | Laila Müller                     |
| 2014 | Imperio              | Eduarda Botticelli Medeiros (Du) |

## Teatro
| Año  | Título                                 |
| ---- | -------------------------------------- |
| 2005 | Y Ahora, Lo que Yo Hago con El Pernil? |
| 2008 | Habla Serio, Madre!                    |
| 2015 | Enemigas de Infancia                   |

## Premios e indicaciones
| 2014 | Mejores del Año   | Mejor Actriz Revelación | Eduarda en Imperio |
| 2014 | Retrospectiva UOL | Actor/Actriz Revelación | Eduarda en Imperio |
| 2014 | Premio F5         | Revelación del Año      | Eduarda en Imperio |